# 山形EV専門職短期大学
山形EV専門職短期大学（やまがたイーヴィせんもんしょくたんきだいがく）は、山形県西置賜郡飯豊町において2021年に設置計画のあった日本の私立専門職短期大学である。

## 概要
- 山形県西置賜郡飯豊町に設置される予定のあった日本の私立短期大学で、設置計画元は学校法人赤門学院。
- 2018年6月1日に「山形EV専門職短期大学設立に向けた枠組みに関する確認事項覚書」が締結される[4]。
- 2021年度を目途に設置する構想が行われる[3]。同法人が、山形大学、山形銀行、飯豊町の支援をもとに設置する準備を計画を行い、整備事業補助費は3億5千万円を見込んでいた[5]。
- しかし、2019年11月、予てから目標としていた2021年開設予定の大学等には当記事の名称がないことから、設置の申請を見送ったことが判明[6]。
- さらに、2020年11月には、四年制の専門職大学として設置認可の申請を行っていたことから、方針を変更したことがうかがえる[7]
- そして結局は、2023年4月における四年制の専門職大学を開学されることが文部科学省より認められたため[注 3]、専門職短期大学での開学は不要となった。

## 設置予定だった学科
- 自動車整備（EV・HVの整備）[注 4]